# Pseudagrion calosomum
Pseudagrion calosomum är en trollsländeart som beskrevs av Maurits Anne Lieftinck 1936. Pseudagrion calosomum ingår i släktet Pseudagrion och familjen dammflicksländor. Inga underarter finns listade i Catalogue of Life.